# Museo Castello San Materno
Das Museo Castello San Materno – Fondazione per la cultura Kurt e Barbara Alten ist ein Museum in Ascona, Kanton Tessin, Schweiz, das dem Museo Comunale d’Arte Moderna in Ascona angeschlossen ist. Direktorin beider Häuser ist die Kunsthistorikerin Mara Folini.
Nach Restaurierung des Gebäudes wurde das Castello San Materno von Ascona im April 2014 eröffnet. Es ist seitdem die Heimat der Kunstsammlung der Kulturstiftung Kurt und Barbara Alten, Solothurn, geworden. In einer ständigen Ausstellung werden Werke von Künstlern der Künstlerkolonie Worpswede, des deutschen Impressionismus und Expressionismus gezeigt. Zu sehen sind Gemälde von Paula Modersohn-Becker, Otto Modersohn, Fritz Overbeck und Hans am Ende, sowie Max Liebermann und Lovis Corinth und von Künstlern der Künstlergemeinschaft Brücke und Der Blaue Reiter, wie Erich Heckel, Ernst Ludwig Kirchner, Hermann Max Pechstein und Alexej von Jawlensky. Mit Aquarellen sind die Künstler Christian Rohlfs, Emil Nolde und August Macke vertreten.
Seit 2016 findet im Museo Castello San Materno während der Sommermonate eine Sonderausstellung statt.

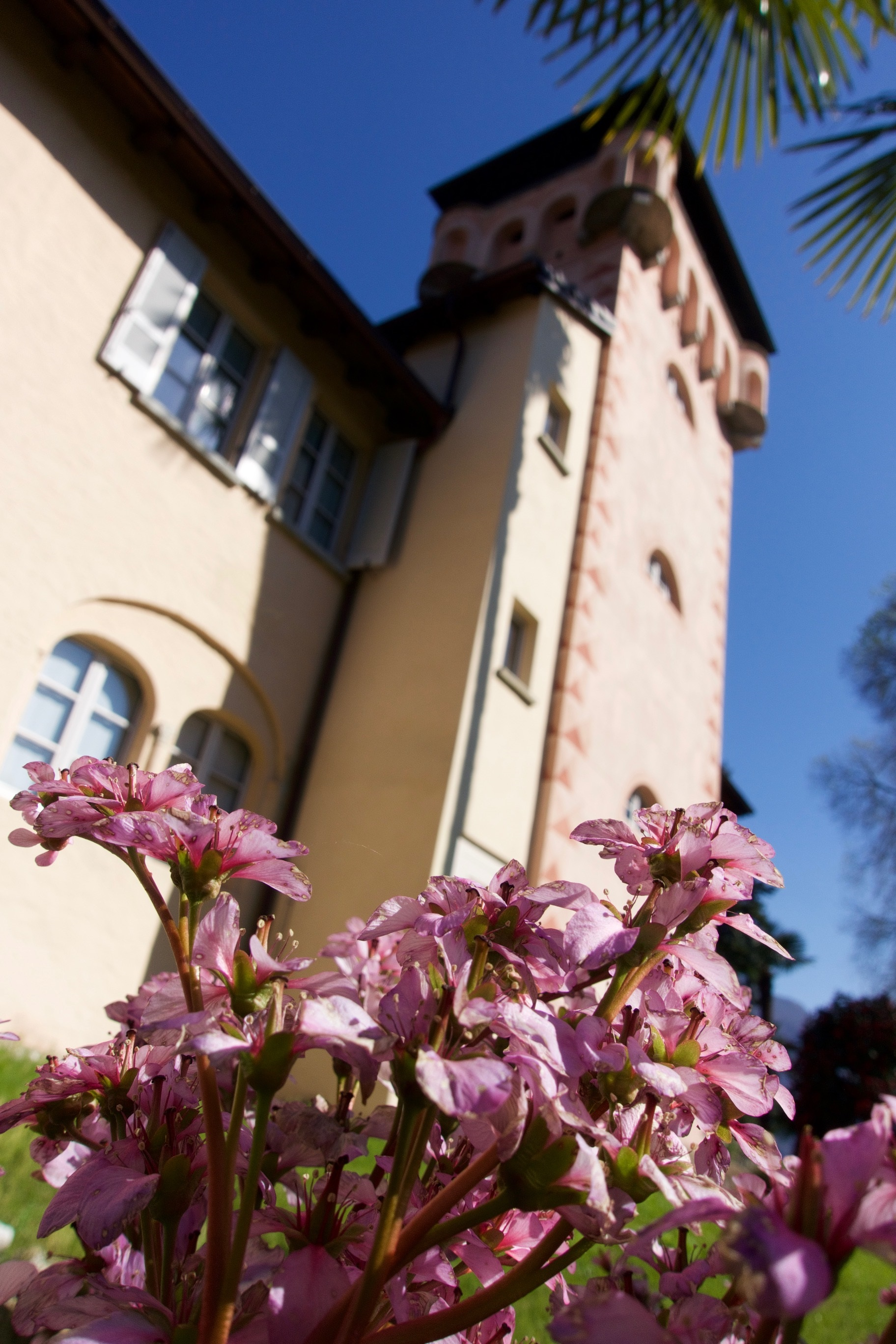
Museo Castello San Materno

## Stiftung
Die Kulturstiftung Kurt und Barbara Alten wurde am 17. April 2002 in Solothurn gegründet. Die Stiftung verfolgt ausschließlich und unmittelbar gemeinnützige Zwecke und bezweckt Kunst und Kultur im Bereich Espace Mittelland zu fördern. Alle zwei Jahre wird ein Förderpreis insbesondere an begabte junge Künstler vergeben.

## Sammler
Die Kunstsammlung wurde von dem deutschen Unternehmer und Ingenieur Kurt Alten (1925–2009) und seiner Frau Barbara Alten, geb. Gernß (1937–2016) überwiegend in den 1980er und 90er-Jahren zusammengetragen.

## Castello San Materno
Auf einer Anhöhe eingangs von Ascona liegt das Castello San Materno. Die wechselvolle Baugeschichte reicht bis in das 6.–8. Jahrhundert zurück. Die mittelalterliche Burg mit der romanischen Kapelle San Materno erfuhr im Laufe ihrer Zeit Veränderung, Erweiterung und zugleich baulichen Niedergang.
Der Franzose Enrico de Loppinot erweckte das Castello um 1850 zu neuem Leben. Zusammen mit seiner Frau erweiterte und restaurierte er das Gebäude. Im August 1919 erwarb der aus Belgien kommende deutsche Seidenhändler Paul Bachrach mit seiner Frau Elvira und Tochter, der Tänzerin Charlotte Bara, das Schloss und den umliegenden Park. Von nun an war das Schloss Treffpunkt von Literaten, Musikern, Künstlern und Tänzerinnen und Tänzern.
Nach dem Tod der Ausdruckstänzerin Charlotte Bara erwarb die Gemeinde Ascona im Jahr 1987 das Anwesen. Das Bauwerk wurde sich selbst überlassen, ein erneuter Verfall war zu befürchten. Auf Initiative von Urs Ris, dem deutschen Kunsthändler Hubertus Melsheimer, dem Notar und Rechtsanwalt Burkhard Scherrer, der Stifterin Barbara Alten, der Kulturstiftung Kurt und Barbara Alten und dem Bürgermeister Luca Pissoglio fanden im Frühjahr 2011 erste Gespräche statt – das Museo Castello San Materno konnte verwirklicht werden.
Mit finanzieller Unterstützung der Stiftung, des Kantons Tessin und der Gemeinde Ascona konnte dem geschichtsträchtigen Anwesen wieder der alte Glanz zurückgegeben werden.

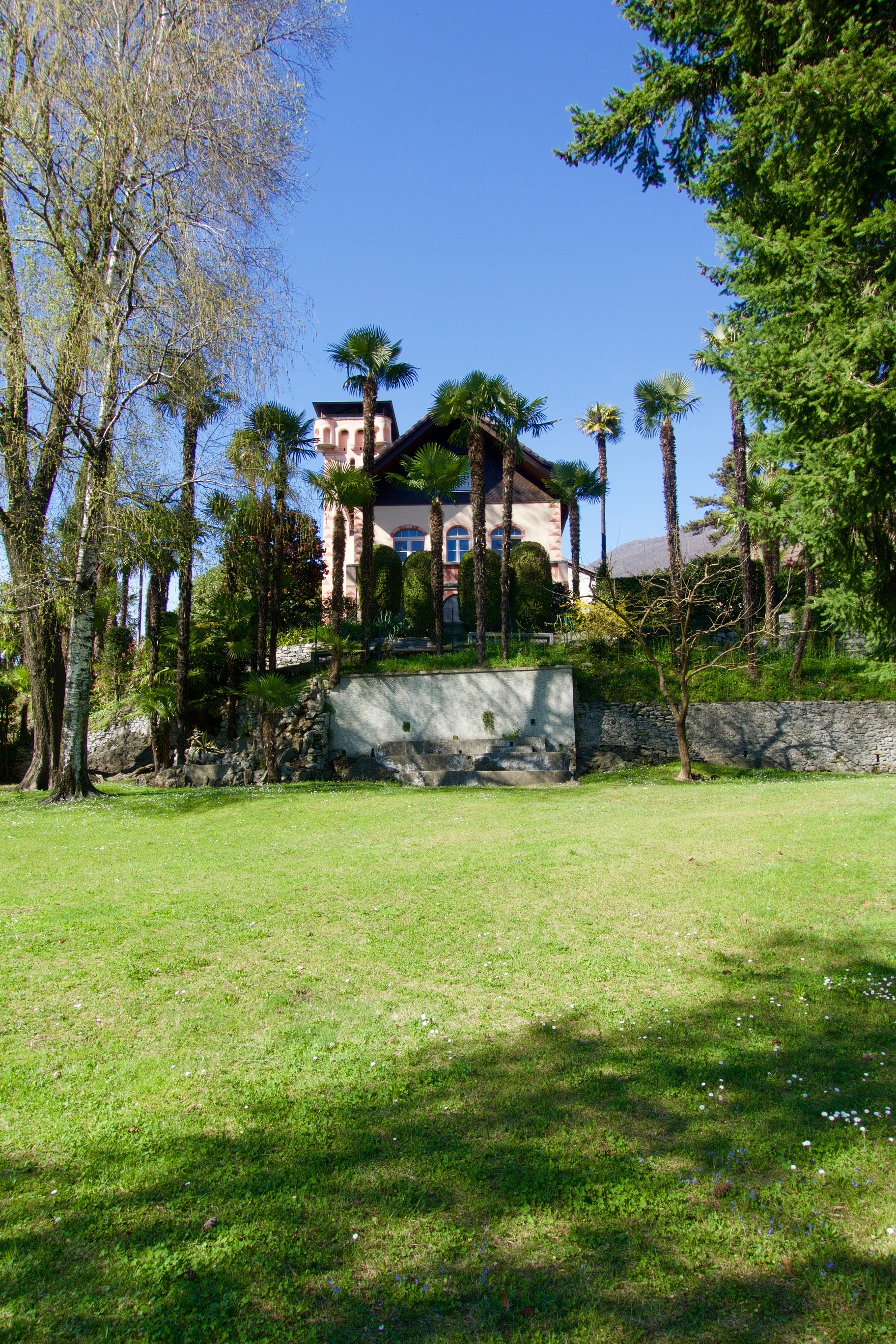
Ascona Museo Castello San Materno – Fondazione per la cultura Kurt e Barbara Alten
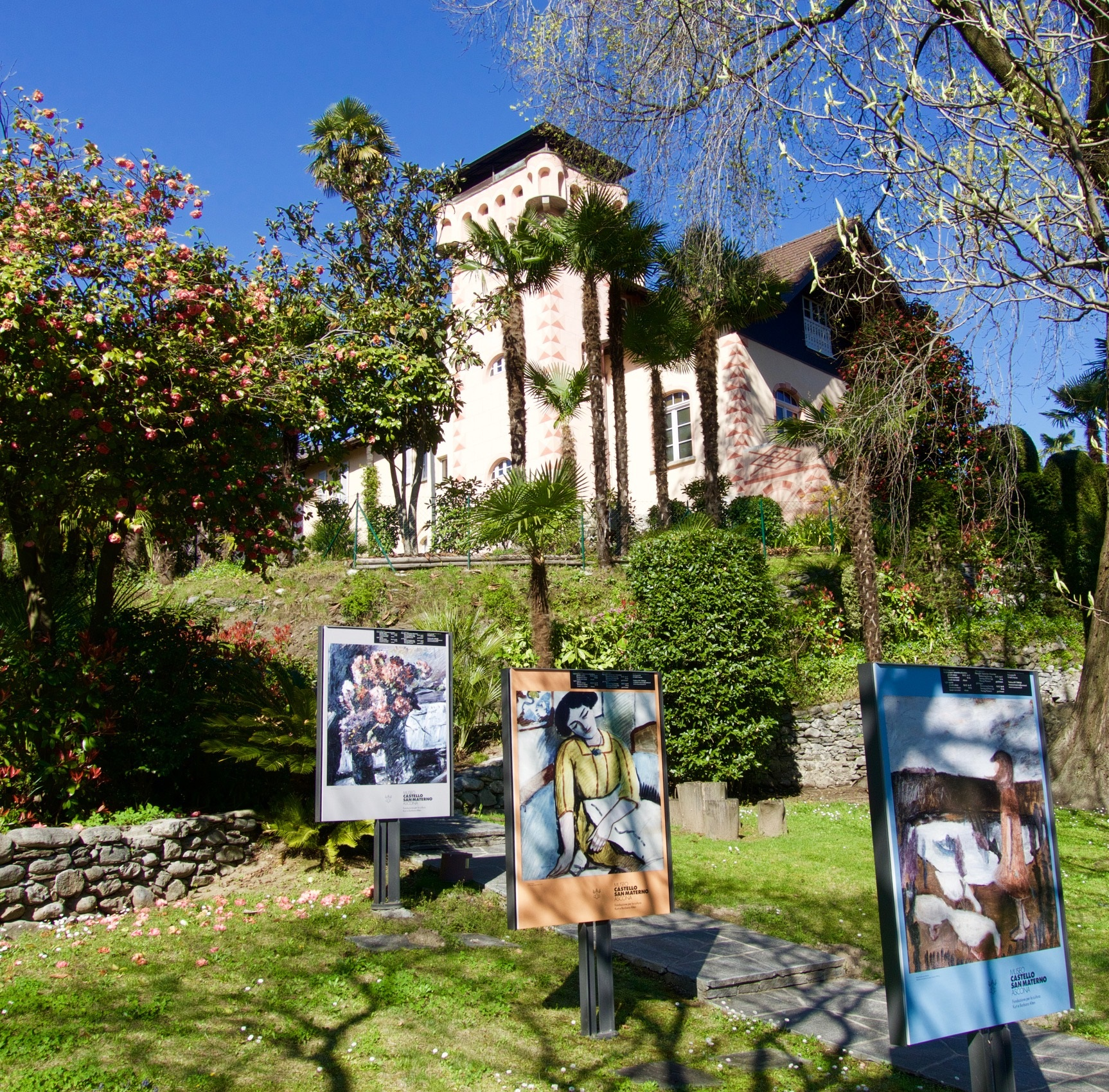
Ascona Museo Castello San Materno – Fondazione per la cultura Kurt e Barbara Alten
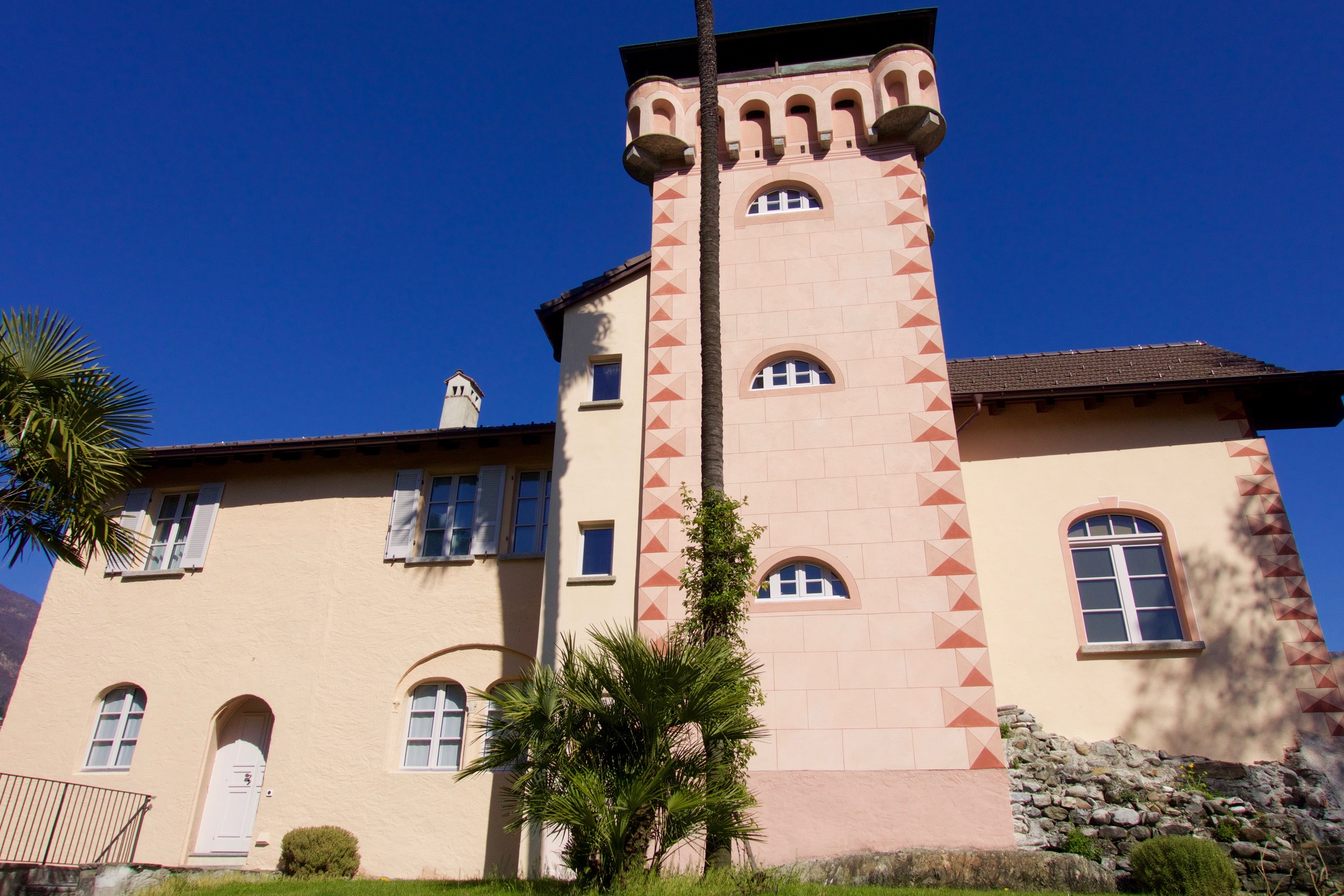
Ascona Museo Castello San Materno – Fondazione per la cultura Kurt e Barbara Alten
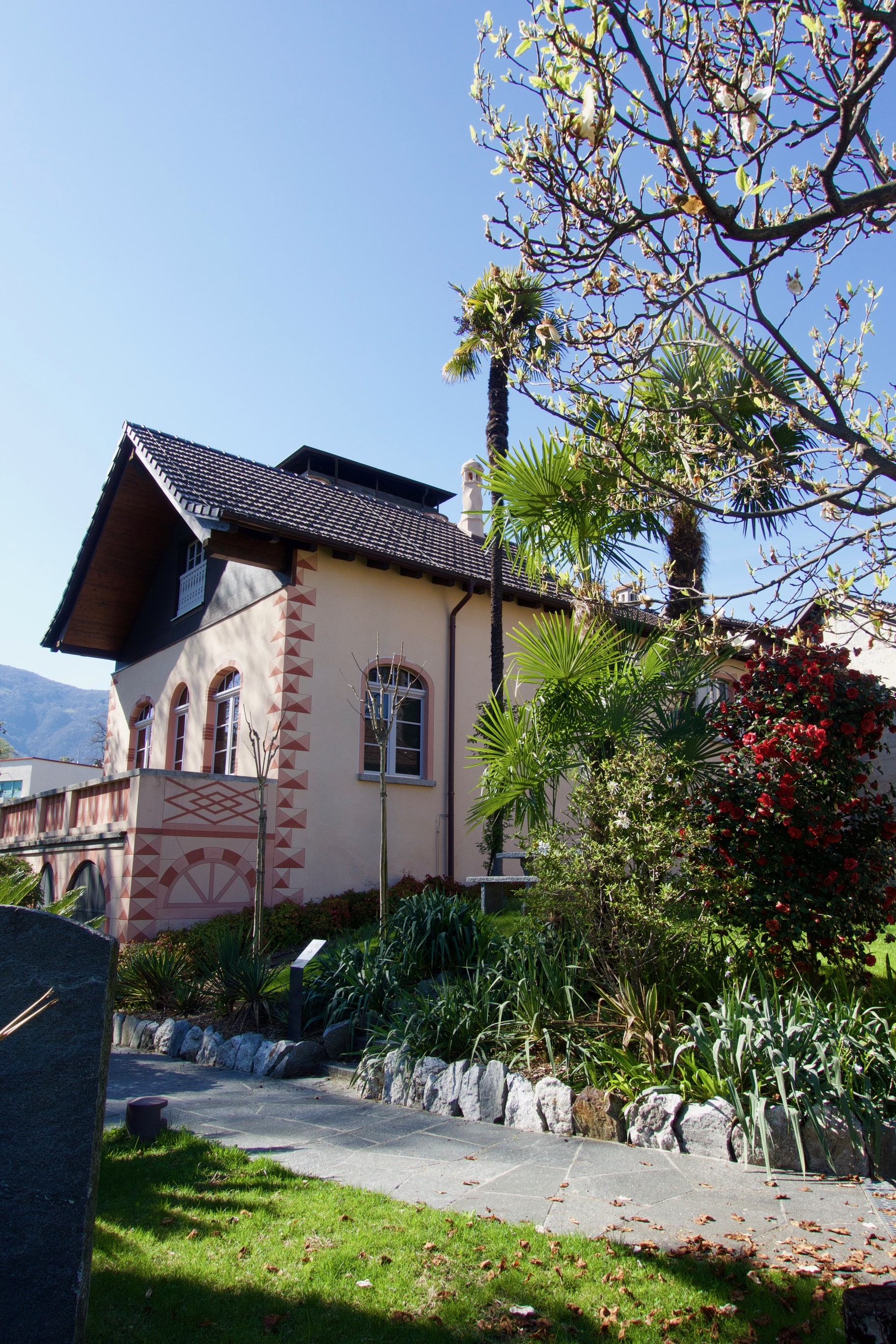
Ascona Museo Castello San Materno – Fondazione per la cultura Kurt e Barbara Alten

## Kunstwerke
In der Apsiskalotte der romanischen Kapelle von San Materno befinden sich Reste einer Freskenmalerei – einer Majestas Domini Darstellung – aus dem 11. Jahrhundert.
Ein modernes Deckenfresko, geschaffen von Andreas Jawlensky, Sohn des russischen Malers Alexej von Jawlensky, befindet sich im Obergeschoss.

## Sonderausstellungen
(Quelle: )

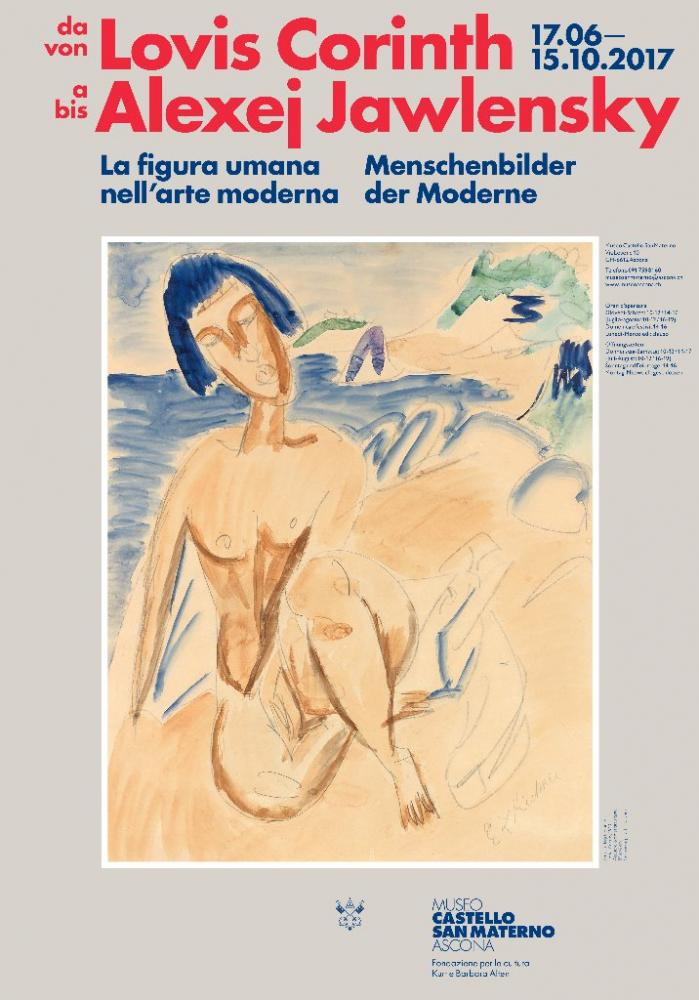
Menschenbilder der Moderne – Von Lovis Corinth bis Alexej von Jawlensky

- Giorgio Morandi – Formen, Farben, Raum, Licht – Gemälde, Aquarelle, Zeichnungen, Radierungen, 20. Mai – 18. September 2016, Kuratorin: Mara Folini
- Menschenbilder der Moderne – Von Lovis Corinth bis Alexej von Jawlensky, 17. Juni – 15. Oktober 2017, Kurator: Harald Fiebig
- Marianne Werefkin zu Gast im Castello San Materno, 26. Oktober – 30. Dezember 2017 und 3. März – 27. Mai 2018, Kuratorin: Mara Folini
- Max Liebermann – Wegbereiter des deutschen Impressionismus, 9. Juni – 30. September 2018, Kurator: Harald Fiebig
- Marianne Werefkin und Anna Iduna Zehnder, 11. Oktober – 30. Dezember 2018, Kuratorin: Mara Folini
- Carl Weidemeyer (1882–1976) – Zwischen Moderne und Bauhaus, 2. März – 12. Mai 2019, Kuratorin: Mara Folini
- Lyonel Feininger – Auf großer Fahrt, 26. Mai – 29. September 2019, Kuratoren: Harald Fiebig, Achim Moeller, unter Mitarbeit von Sebastian Ehlert
- Die Sammlung in Blüte – Werke der Kulturstiftung Kurt und Barbara Alten, 12. Oktober – 29. Dezember 2019 und 7. März – 27. Dezember 2020
- Charlotte Bara – Spirituelle Tänzerin aus Leidenschaft, 19. März – 13. Juni 2021, Kuratorin: Michela Zucconi-Poncini
- Fritz Overbeck – Traumland Worpswede, 27. Juni – 17. Oktober 2021, Kuratoren: Harald Fiebig und Katja Pourshirazi
- 1821–2021. 200-Jahr-Feier Antonio Ciseri und das Tessin, Porträts aus Tessiner Privatsammlungen, 30. Oktober – 19. Dezember 2021
- Marion Nyffenegger. Das Leben ist eines der Leichtesten, Von der Skizze zum bewegten Bild, 19. März – 30. April 2022, Kuratoren: Harald Fiebig in Zusammenarbeit mit Marion Nyffenegger
- Lovis Corinth. Meister der Farbe – Meister der Grafik, 15. Mai – 4. September 2022, Kurator: Harald Fiebig
- Dimitra Charamandas – bassa marea, 17. September – 18. Dezember 2022, Kurator: Harald Fiebig in Zusammenarbeit mit Dimitra Charamandas
- Das Stillleben im Wandel der Zeit, 4. Juni – 10. September 2023, Kurator: Harald Fiebig
- Karl Hofer –- Figuren, Stillleben, Landschaften, 26. Mai – 29. September 2024, Kurator: Harald Fiebig
- Félix Vallotton – Der Schönheit ein Denkmal setzen, 11. Mai – 7. September 2025, Kurator: Harald Fiebig

## Künstler der Sammlung

### Künstlerkolonie Worpswede
Hans am Ende – Otto Modersohn – Paula Modersohn-Becker – Fritz Overbeck

### Deutscher Impressionismus
Lovis Corinth – Max Liebermann

### Expressionismus
Christian Rohlfs

### Brücke
Erich Heckel – Ernst Ludwig Kirchner – Emil Nolde – Hermann Max Pechstein – Karl Schmidt-Rottluff*

### Der Blaue Reiter
Alexej von Jawlensky – August Macke – Gabriele Münter*
*Zur Zeit noch nicht ausgestellt

## Ausgestellte Werke (Auswahl)

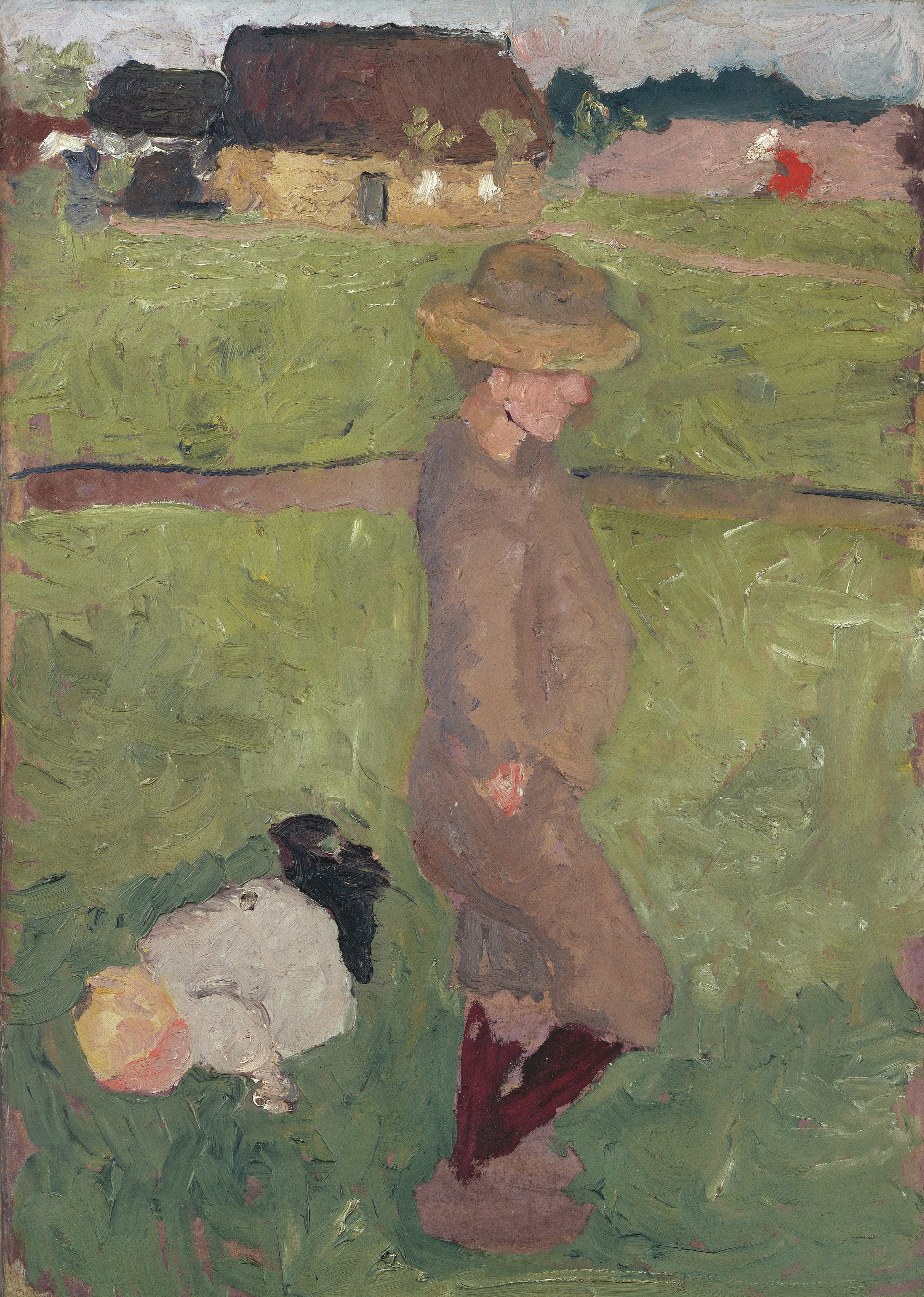
Paula Modersohn-Becker, Kinder auf der Wiese (um 1902)
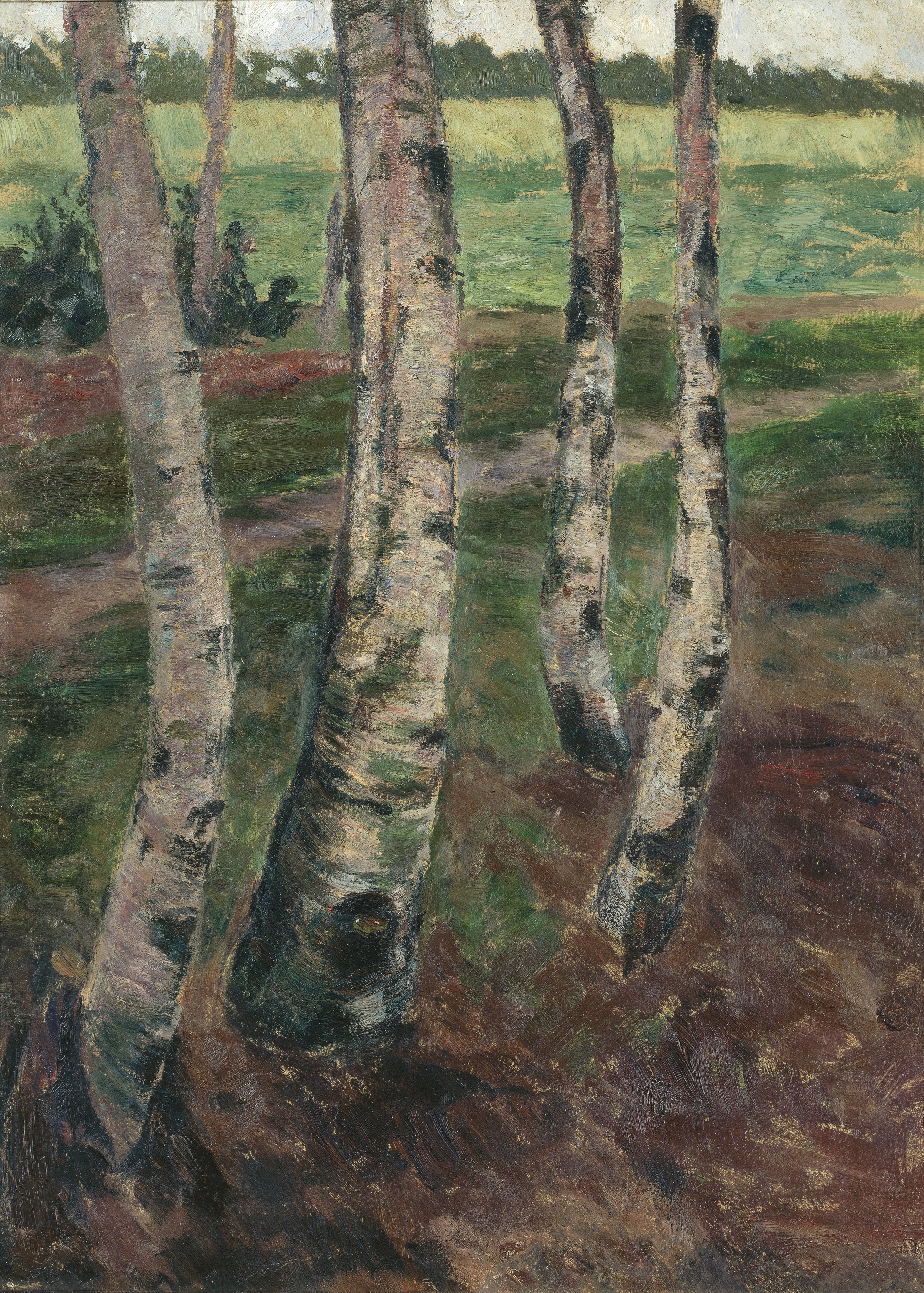
Fritz Overbeck, Gruppe von Birkenstämmen (um 1896)
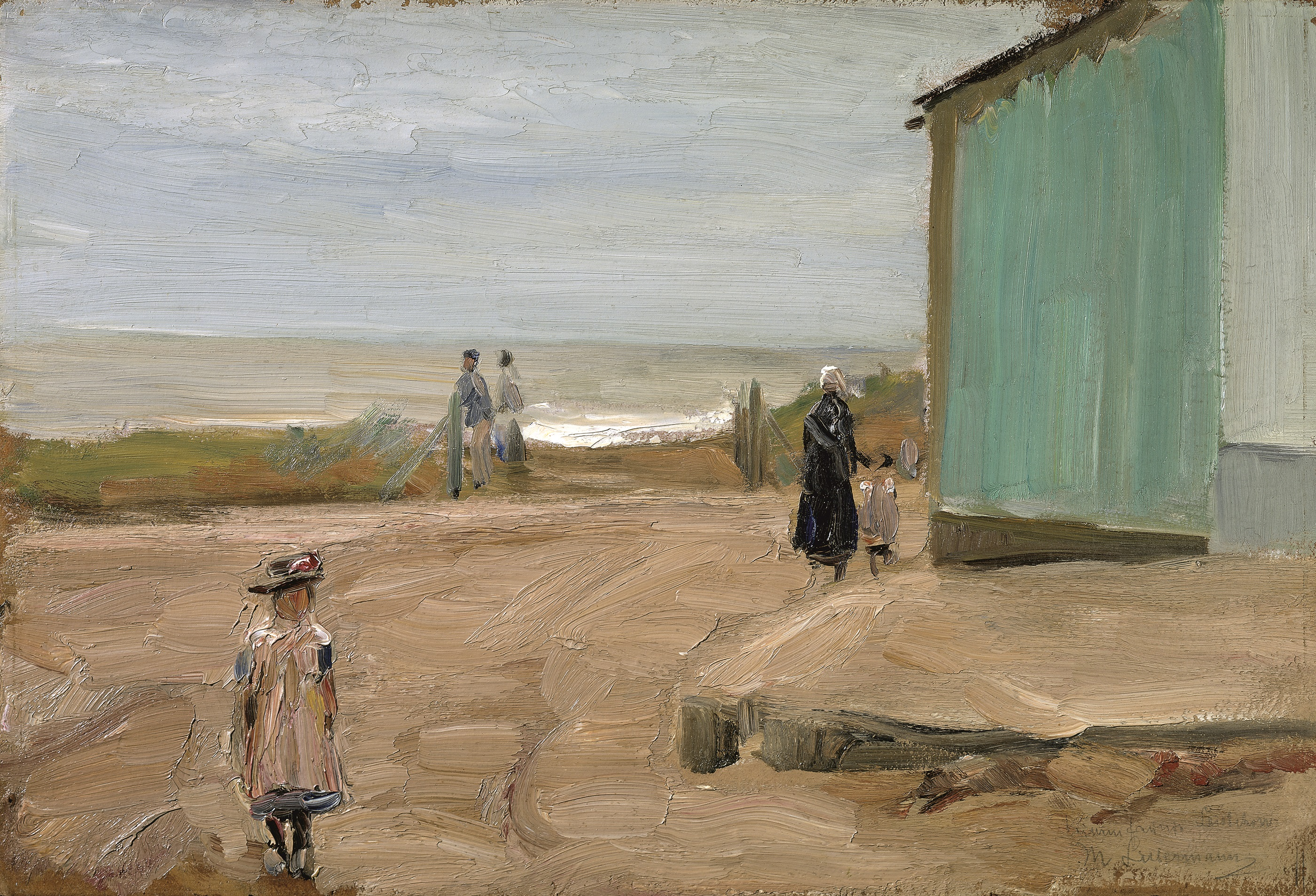
Max Liebermann, Am Strand von Noordwijk (1908)
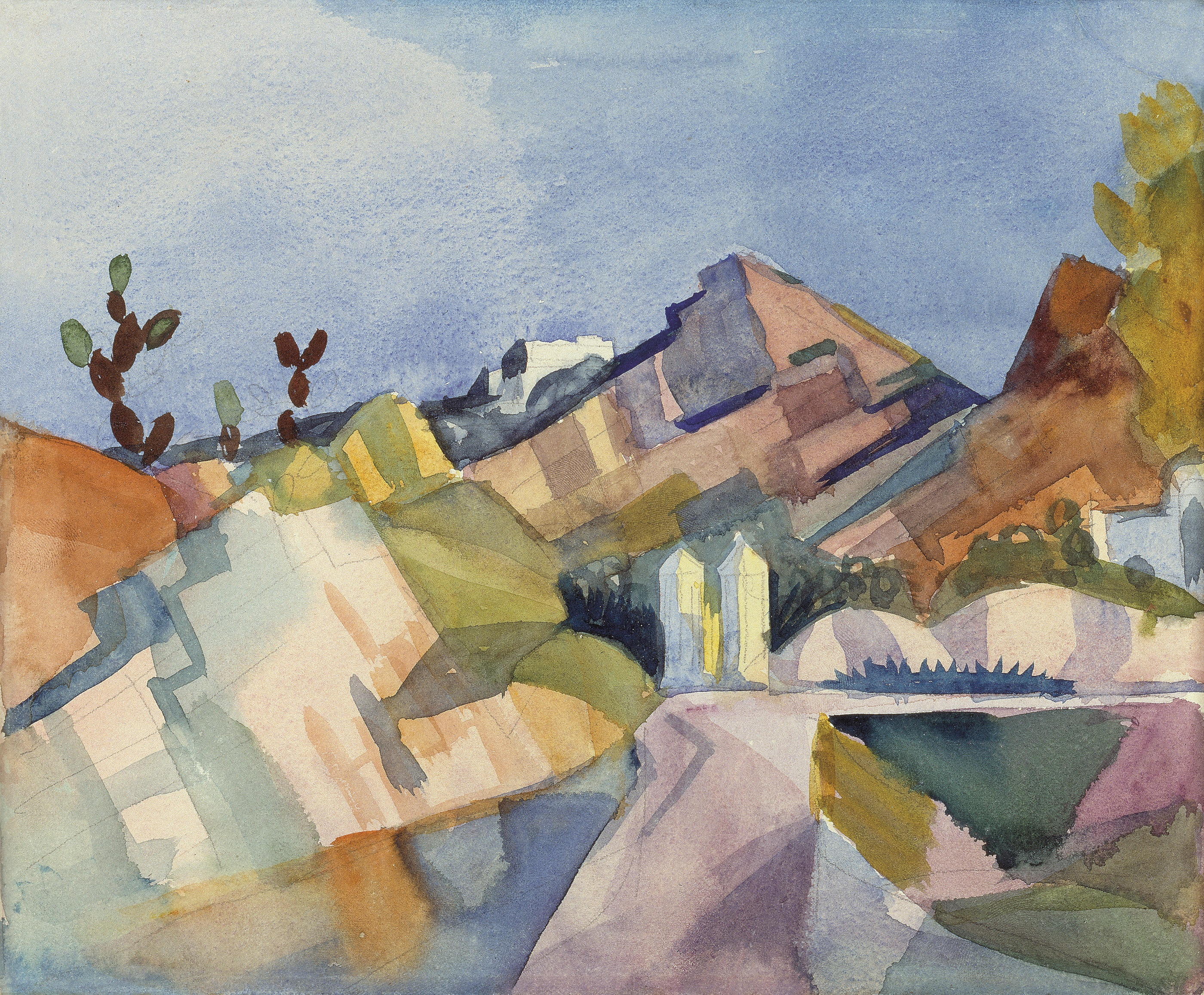
August Macke, Felsige Landschaft (1914)
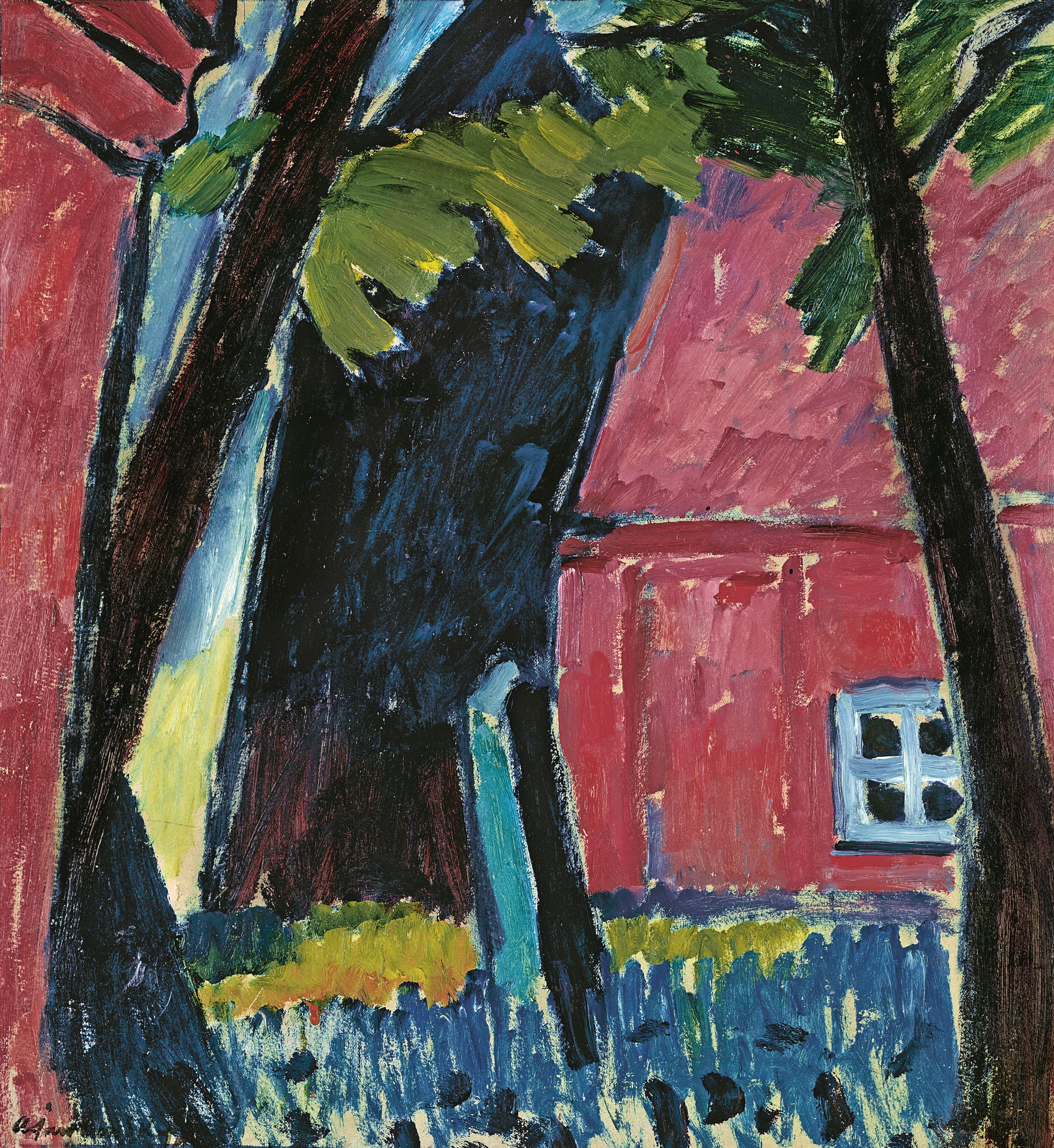
Alexej von Jawlensky, Kirche in Prerow (1911)